# Боярская (Пермский край)
Боярская — деревня в Кудымкарском районе Пермского края. Входила в состав Степановского сельского поселения. Располагается юго-западнее от города Кудымкара. Расстояние до районного центра составляет 12 км. По данным Всероссийской переписи населения 2010 года, в деревне проживало 9 человек (4 мужчины и 5 женщин).

## История
По данным на 1 июля 1963 года, в деревне проживало 56 человек. Населённый пункт входил в состав Пешнигортского сельсовета.